# El joven Apolo
El joven Apolo, Op. 16, (título original en inglés: Young Apollo) es una composición musical de Benjamin Britten para piano y orquesta de cuerda.
Fue un encargo de la Canadian Broadcasting Corporation. Britten terminó su escritura en 1939, poco después de instalarse en los Estados Unidos. El joven Apolo se estrenó el 27 de agosto de 1939 con Britten como solista de piano y Alexander Chuhaldin (a quien está dedicada la obra) como director de la Orquesta Melodic Strings. La CBC radió este estreno.
El título procede del poema inacabado de John Keats Hiperión. Britten compuso esta obra bajo la inspiración que le produjo su enamoramiento platónico por el joven Wulff Scherchen.
Tras sus primeras interpretaciones, Britten retiró esta obra de su repertorio y no se volvió a tocar hasta después de su muerte.